# 細江町小野
細江町小野（ほそえちょうおの）は静岡県浜松市浜名区の大字。住居表示未実施。

## 地理
浜松市浜名区の中部、細江地区の中西部に位置する。東で細江町広岡・細江町三和・引佐町井伊谷、西・南で引佐町井伊谷、北で引佐町奥山と接する。

### 河川
- 井伊谷川
- 小野川
- 菅谷川

## 歴史

### 沿革
- 1889年（明治22年）4月1日 - 町村制の施行により、引佐郡小野村が周辺の村と合併して引佐郡気賀町となる[WEB 7]。旧村名は気賀町の大字として残る[WEB 8]。
- 1937年（昭和12年）7月8日 – 気賀町の町名の読み方を「けが」から「きが」に変更する。
- 1955年（昭和30年）4月1日 – 気賀町が中川村と新設合併し、細江町となる。
- 2005年（平成17年）7月1日 – 細江町外10市町村が浜松市に編入される。大字小野から細江町小野へ住所表記が変更となる。
- 2007年（平成19年）4月1日 - 浜松市が政令指定都市となる。細江町小野は北区の一部となる。
- 2024年（令和6年）1月1日 - 浜松市の行政区再編により、細江町小野は浜名区の一部となる。

## 施設
- 小野西平公園
- 光月神社
- 八幡宮
- 疣（いぼ）観音

## 交通

### バス
- 浜松市自主運行バス（平日昼1便のみ運行）：（奥山 方面 → ）小野団地 → 光月神社前（ → 気賀駅前 方面）
- 浜松市細江地域バス（細江みをつくしバス）（遠鉄タクシーに委託、事前予約制、月曜日及び水曜日のみ運行（祝日・振替休日・年末年始運休））

### 道路
- 静岡県道320号引佐舘山寺線
- 浜松市道細江14号線（奥浜名オレンジロード）

## その他

### 学区
小学校・中学校の学区は以下の通りである。
- 浜松市立気賀小学校
- 浜松市立細江中学校

### 警察
警察の管轄区域は以下の通りである。
| 番・番地等 | 警察署     | 交番・駐在所 |
| ---------- | ---------- | ------------ |
| 全域       | 細江警察署 | 中川交番     |

### 消防
消防の管轄区域は以下の通りである。
| 番・番地等 | 消防署   | 本署/出張所 |
| ---------- | -------- | ----------- |
| 全域       | 北消防署 | 本署        |

### WEB
1. ↑  “h02_22.csv”.   総務省 (2022年2月10日). 2024年8月15日閲覧。
2. ↑  “静岡県浜松市北区細江町小野 (221350120)”.   人文学オープンデータ共同利用センター. 2024年10月21日閲覧。
3. ↑  “静岡県 浜松市浜名区 細江町小野の郵便番号 - 日本郵便”.   日本郵便. 2024年8月15日閲覧。
4. ↑  “市外局番の一覧”.   総務省 (2022年3月1日). 2024年8月15日閲覧。
5. ↑  “事業所案内及び管轄地域（事務所3件、分室3件）”.   一般社団法人静岡県自動車会議所. 2024年8月15日閲覧。
6. ↑  “住居表示実施状況／浜松市”.   浜松市 (2024年1月4日). 2024年8月15日閲覧。
7. ↑  “historyofcities.pdf”.   静岡県総務部合併推進室・財団法人静岡県市町村振興協会. 2024年10月15日閲覧。
8. ↑  “解説ページ”.   株式会社エア. 2024年10月15日閲覧。
9. ↑  “学校名から探す／浜松市”.   浜松市 (2024年1月1日). 2024年8月15日閲覧。
10. ↑  “中川交番｜静岡県警察”.   静岡県警察 (2024年1月1日). 2024年8月15日閲覧。
11. ↑  “消防署の町別管轄「ほ」／浜松市”.   浜松市 (2020年3月25日). 2024年8月15日閲覧。